# 榊晃弘
榊 晃弘（さかき てるひろ、1935年 - ）は、日本の写真家。福岡県福岡市出身。

## 略歴
福岡県立修猷館高等学校を経て、西南学院大学商学部卒業後、地元の民放テレビ西日本に入社、報道局映像第一部長などを務める。
写真集・写真展「装飾古墳」で、日本写真協会新人賞を、また1984年（昭和59年）には12年間撮り続け集大成した写真集「眼鏡橋」が評価され、第34回日本写真協会年度賞を、翌年には土木学会著作賞を受賞。さらには写真展「歴史の町並み」で伊奈信男賞を受賞。写真展には「ローマ橋紀行」（巡回展）など。
2010年3月〜2014年4月の4年間に中国を訪問し、随から清の時代にかけての代表的な古橋(アーチ橋、桁橋、吊り橋、風雨橋、碇歩橋など)を取材、その中から、165か所の橋を選んで掲載した『中国の橋』が、2016年3月1日に刊行される。

## 写真集
- 装飾古墳
- 眼鏡橋
- 歴史の町並み
- 薩摩の田の神さぁ
- ローマ橋と南欧石橋紀行
- 万葉のこころ
- 中国の古橋(2016年3月1日刊行予定 花乱社)

などがある。